# Saropogon proximus
Saropogon proximus är en tvåvingeart som beskrevs av Frederick Wollaston Hutton 1901. Saropogon proximus ingår i släktet Saropogon och familjen rovflugor. Inga underarter finns listade i Catalogue of Life.